# 王金平
王 金平（おう きんぺい、1941年〈昭和16年〉3月17日 - ）は、中華民国（台湾）の政治家。元立法院長（5期）。

## 人物・来歴
日本統治下の台湾高雄州（現：高雄市）生まれ。省立台南第一中学を経て、省立師範大学理学院数学系を卒業後、実家の食品工場で働く。
1975年、高雄県工業会理事長のときに、中国国民党から立法委員（国会議員に相当）選挙に立候補して当選し、政界入りした。1993年から2期6年間、立法院副院長を務めた後、1999年に立法院長就任。李登輝元総統に近く、国民党内「本土派」の代表的人物ともいわれ、「台湾独立も選択肢の一つ」と発言したことがある。他には中華民国義消協会理事長、台湾職業棒球大聯盟会長、台湾がん基金会董事長、財団法人台湾民主基金会董事長、国家生技医療産業策進会会長を務めた。
2000年総統選で国民党が敗北した後は、党副主席に就任。2003年、台湾民主基金会の董事長（初代）に選任された。2005年3月、連戦党主席引退を受けて党主席選に立候補したが、対抗馬の馬英九（当時台北市長）の前に惨敗した。激しい選挙戦を経たため、馬英九の党副主席就任要請を断り、さらに2008年総統選の副総統候補出馬要請も断った。
2006年の一時期は、陳水扁総統がスキャンダルで辞任した場合、呂秀蓮副総統が総統に昇格し、王金平が副総統になる可能性が取り沙汰された。
2008年7月、ヘリテージ財団の招きで、ニューヨーク、ワシントンD.C.を訪問（米首都を訪問した台湾要人としては過去最高位）。「強固な同盟の新たな始まり」とのテーマで講演し、アメリカ当局と台湾向け武器供与問題について協議した。
2008年12月、ダライ・ラマ訪台を中華人民共和国への配慮から拒否した馬英九総統に対し、ダライ・ラマの訪台を歓迎する立場から、馬総統に再検討を要望した。
2013年2月、韓国での朴槿恵大統領の就任式に馬総統の名代として出席した。
2013年6月に民進党立法委員の会計事件に関して検察側の上訴断念を違法に働きかけた疑いがあるとして9月11日に中国国民党により党籍抹消処分を受けた。だが、台北地方裁判所が王の地位保全を求める仮処分申請を認めたことにより、王の国民党籍は当面保留される。
2014年3月に海峡両岸サービス貿易協定に反対する学生たちが立法院を占拠（ひまわり学生運動）した際には、「立法院内の問題」として馬英九政権の関与を排除し、自らの主導で与野党間の協議を行う意向を見せている。
4月6日、王金平は学生側が制定を求めていた立法院などの監視機能を定めた法令案が法制化されるまで、サービス貿易協定の審議を行わないと表明すると共に、学生側に議場から撤退するよう呼びかけた。この提案を受けて学生側は、「この段階での任務を達成した」として4月10日に立法院から退去することを発表した。
2016年1月31日、立法院長退任。

### 日本との関連
1992年に、超党派の対日議連を結成している。
2007年6月21日に訪日し、日華議員懇談会会長の平沼赳夫と会談した。
北京オリンピックの開幕式前日の2008年8月7日、中国の強い反対の中で訪日し、自民党幹事長（当時）の麻生太郎と会談、奈良県で開催されたアジア・太平洋国会議員連合（APPU）総会に出席した。中川昭一、小池百合子ら10数名の国会議員（日華議員懇談会メンバー）、衆参両院議長、大臣レベルの閣僚を表敬訪問した。この訪日は、尖閣諸島沖での台湾漁船沈没事件から間もないときだったため、「台日両国の疑念を払拭し、お互いの誤解を解き、両国関係を強化することで、お互い利益が得られるようにするため」と訪日目的を説明した。
2008年9月中旬にも訪日し、平沼赳夫・日華議員懇談会会長と会談。非公式の日米台安全保障対話「戦略対話・東京ラウンド」（岡崎研究所主催）で「安定発展に向かう台日協力関係」をテーマに講演し、「台日特別パートナーシップ」を提唱。安倍晋三とも面会した。
2011年5月中旬には、約300人の観光訪問団を伴い訪日。北海道を訪問し、東日本大震災後に台湾からの観光客が激減していた同地の観光産業への支援を約束した。
2016年5月6日、立法院に新たに設立された超党派の議員連盟である、台日交流聯誼会の名誉会長に就任。
2021年11月、旭日大綬章を受章。